# Ulrich Eibach
Ulrich Eibach (* 16. Oktober 1942 in Niederdresselndorf im Kreis Siegen) ist außerplanmäßiger Professor im Ruhestand für Systematische Theologie und Ethik an der Evangelisch-Theologischen Fakultät der Universität Bonn. Bis Ende 2007 war er Klinikpfarrer am Universitätsklinikum Bonn sowie Beauftragter der Evangelischen Kirche im Rheinland für Fortbildung und Fragen der Ethik in Biologie und Medizin.

## Leben
Eibach studierte ab 1963 Biologie, Evangelische Theologie und Philosophie in Wuppertal, Heidelberg und Bonn und legte 1970 sein Staatsexamen ab. 1973 legte er sein Erstes Theologisches Examen ab und wurde in Bonn zum Dr. theol. promoviert (Dissertationsthema: Recht auf Leben – Recht auf Sterben. Anthropologische Grundlegung einer medizinischen Ethik). Als Vikar der Evangelischen Kirche im Rheinland (EKiR) war er schwerpunktmäßig im Krankenhaus tätig. Von 1974 bis 1980 war er Wissenschaftlicher Assistent für Systematische Theologie und Sozialethik an der Universität Bonn bei Martin Honecker. Von 1981 bis 2007 war er Klinikpfarrer am Universitätsklinikum Bonn-Venusberg und Beauftragter der EKiR für Fragen der Ethik in Biologie und Medizin. Er habilitierte sich 1991 an der Universität Bonn im Fach „Systematische Theologie und Ethik“ und wurde 1997 zum außerplanmäßigen Professor für Systematische Theologie ernannt.
Er ist Mitglied der „Wissenschaftlichen Gesellschaft für Theologie“ und der „Akademie für Ethik in der Medizin“ (Göttingen). Er ist Mitglied des Wissenschaftlichen Beirates des Deutschen Institutes für Jugend und Gesellschaft (DIJG).

## Wirken

### Bioethik, Medizinethik und Krankenhausseelsorge
Schwerpunkte von Eibachs Arbeit sind theologische Fragen der Krankenseelsorge, das Verhältnis von „Naturwissenschaft und Theologie“ und vor allem Fragen der „Bio- und Medizinethik“.
Eibach gehört zu den ersten Ethikern, die sich eingehend mit Fragen der Bio- und Medizinethik befasst haben. Schon seine Dissertation (1973) befasste sich mit Fragen des Sterbens. 1976 erschien sein umfängliches Buch Medizin und Menschenwürde. Ethische Probleme in der Medizin aus christlicher Sicht (5. Aufl. 1997), in dem er sich ausführlich mit Fragen der Sterbehilfe, der Todeszeitbestimmung, der Organentnahme und Organspende u. a. befasst. 1978 und 1985 erschienen die ersten Veröffentlichungen zu ethischen Fragen der Gentechnik (Gentechnik – Der Griff nach dem Leben, 1985), 1983 zur „künstlichen Befruchtung“ und Forschung an Embryonen. Er hat zu fast allen wesentlichen Fragen der medizinischen Ethik schriftlich Stellung genommen. Eibachs Arbeiten sind gekennzeichnet durch seine umfassende Erfahrung als Klinikseelsorger und den stetigen Dialog mit Pflegepersonal und Ärzten in der Klinik sowie im Bereich der Forschung auch mit Biologen. Er ist bemüht, ethische Fragen im klinischen Alltag wie in der Forschung am Universitätsklinikum Bonn zu thematisieren. In mehreren kirchlichen und politischen Gremien war er als Berater zu bio- und medizinethischen Fragen tätig.
Eibachs Ausgangspunkt ist das christliche Menschenbild, wobei er sich in den ersten Veröffentlichungen stark an der Theologie Karl Barths orientierte, später aber auch schöpfungstheologische Aspekte beachtete. Ausgehend von der Spannung zwischen Gottebenbildlichkeit und Passivität sieht er nicht die Autonomie als Kern der Menschenwürde, sondern den Auftrag der Fürsorge gerade für das gefährdete und beeinträchtigte Leben.
Seit Jahren befasst er sich intensiv mit philosophischen, theologischen und ethischen Aspekten, die von den Neurowissenschaften aufgeworfen werden. Gemeinsam mit den Naturwissenschaftlern Wolfgang Alt, Volker Herzog, Stephan Schleim, Gunter M. Schütz und Thomas Wienker bildete er einen Arbeitskreis Evolution, der 2010 das Buch Lebensentstehung und künstliches Leben: Naturwissenschaftliche, philosophische und theologische Aspekte der Zellevolution veröffentlichte.

### Tod und Sterben
Auf dem Hintergrund wissenschaftlicher Studien und einer 30-jährigen Erfahrung als Krankenhausseelsorger ist Ulrich Eibach hervorgetreten durch eine Vielzahl von Monographien und Schriften zu den Themen Ethik, Tod und Sterben. Hierbei betont Eibach, dass der Sterbeprozess nicht nur eine objektive Dimension hat, sondern vor allem auch durch das subjektive Erleben geprägt ist. Da die subjektive Seite des Sterbens in den Institutionen des Gesundheitswesens oft zu wenig Berücksichtigung findet, wird die Entwicklung der Palliativmedizin immer wichtiger. Zugänge zur subjektiven Seite des Sterbens findet Eibach in den Träumen der Sterbenden; sie seien pastoral sehr bedeutsam.

## Veröffentlichungen (Auswahl)
- Recht auf Leben, Recht auf Sterben. Anthropologische Grundlegung einer medizinischen Ethik. 2. Aufl. Brockhaus, Wuppertal 1977, ISBN 3-7974-0049-7 (= Dissertation Universität Bonn).
- Experimentierfeld: Werdendes Leben. Eine ethische Orientierung. Vandenhoeck & Ruprecht, Göttingen 1983, ISBN 3-525-62300-3.
- Gentechnik – der Griff nach dem Leben. Eine ethische und theologische Beurteilung. 2. Aufl. Brockhaus, Wuppertal 1988, ISBN 3-417-20398-8.
- Theologie in Seelsorge, Beratung und Diakonie. Drei Bände. Neukirchener Verlag, Neukirchen-Vluyn 1991–1992.
- Liebe, Glück und Partnerschaft. Sexualität und Familie im Wertewandel. Brockhaus, Wuppertal 1996, ISBN 3-417-11088-2.
- Medizin und Menschenwürde. Ethische Probleme in der Medizin aus christlicher Sicht. 5. Aufl. Brockhaus, Wuppertal 1997, ISBN 3-417-29710-9.
- Sterbehilfe – Töten aus Mitleid? Euthanasie und "lebensunwertes" Leben. 2. Aufl. Brockhaus, Wuppertal 1998, ISBN 3-417-29083-X.
- Menschenwürde an den Grenzen des Lebens. Einführung in Fragen der Bioethik aus christlicher Sicht. Neukirchener Verlag, Neukirchen-Vluyn 2000, ISBN 3-7975-0001-7.
- Gentechnik und Embryonenforschung. Leben als Schöpfung aus Menschenhand? Eine ethische Orientierung aus christlicher Sicht. Brockhaus, Wuppertal 2002, ISBN 3-417-24359-9.
- Autonomie, Menschenwürde und Lebensschutz in der Geriatrie und Psychiatrie (= Ethik in der Praxis. Kontroversen, Bd. 23). LIT, Münster 2005, ISBN 3-8258-8931-9.
- Gott im Gehirn? Ich – eine Illusion? Neurobiologie, religiöses Erleben und Menschenbild aus christlicher Sicht. Brockhaus, Wuppertal 2006, ISBN 978-3-417-24206-5.